# Hirotugu Akaike
Hirotsugu Akaike (赤池 弘次 Akaike Hirotsugu en japonés; Fujinomiya, 5 de noviembre de 1927-Ibaraki, 4 de agosto de 2009), en publicaciones académicas como Hirotugu Akaike, fue un matemático japonés dedicado principalmente a la estadística y la teoría de la información.
En los años 1970 formuló un criterio de información para la identificación de modelos, conocido como criterio de información de Akaike (AIC).
El AIC es un estimador de la calidad relativa de los modelos estadísticos que representan un conjunto de datos. Dada la colección de modelos aplicables a esos datos, el AIC estima la calidad de cada modelo, en forma relativa con respecto a los otros modelos.

## Publicaciones
- Akaike, Hirotugu (diciembre de 1974). «A new look at the statistical model identification». IEEE Transactions on Automatic Control 19 (6): 716-723. doi:10.1109/TAC.1974.1100705.

- Akaike, H. (1987). Factor analysis and AIC. Psychometrika 52, 317–332

- Hirotugu Akaike and Toichiro Nakagawa (1988), Statistical analysis and control of dynamic systems, Tokio, Dordrecht: KTK Scientific; London: Kluwer. ISBN 90-277-2786-4 (traducción del libro de 1972 en japonés)

- Akaike, H. (1992). Information theory and an extension of the maximum likelihood principle. S. Kotz, and N.L. Johnson (eds.) Breakthroughs in Statistics, Vol. 1: 610–624. Springer-Verlag, London.

- Selected papers of Hirotugu Akaike (editó Emanuel Parzen, Kunio Tanabe, Genshiro Kitagawa), New York: Springer, 1998. ISBN 0-387-98355-4

## Entrevista
- Findley, David F.; Emanuel Parzen (febrero de 1995). A conversation with Hirotugu 10 (1). pp. 104-117. doi:10.1214/ss/1177010133.